# Louis Blanchenay
Louis Blanchenay, né le 2 mai 1801 à Vevey et mort le 30 octobre 1881 à Vevey, est un avocat, un inspecteur forestier et une personnalité politique suisse qui fut en outre président des Mines et Salines de Bex et du Conseil général et du comité de surveillance de la Banque cantonale vaudoise.

## Biographie
De confession protestante, originaire d'Aubonne et de Morges, Louis Blanchenay est le fils d'Antoine Blanchenay (militaire et homme politique). Il reste célibataire. Il suit l'école à Vevey, puis fait des études de philosophie à l'académie de Genève. Il est avocat à la cour d'appel en 1828, puis inspecteur forestier du 2e arrondissement de 1837 à 1839, ainsi que lieutenant-colonel d'infanterie dans l'Armée suisse.

### Parcours politique
Louis Blanchenay est membre du jeune Parti radical. Il est élu en 1833 au Conseil d'État alors dominé par les libéraux. Aux côtés d'Henri Druey, il s'oppose à la majorité du Conseil d'État, alliée du Sonderbund, en soutenant l'expulsion des Jésuites. Logiquement, il participe activement à la Révolution radicale de 1845 et soutient pleinement l'action de Druey dont il est considéré comme le bras droit. Nommé au gouvernement provisoire, puis réélu officiellement au Conseil d'État en mars 1845, il y est responsable, successivement, de tous les départements. En parallèle, il est député au Grand Conseil vaudois dès 1839 et Conseiller national du 6 novembre 1848 au 2 décembre 1860. Au Conseil d'État, positionné à la gauche du parti radical, il soutient, par souci d'égalité sociale, l'introduction d'un impôt progressif sur le revenu. Il collabore également à la création de la Banque cantonale vaudoise ; il en devient, dès sa création en 1845, le président du comité supérieur, puis celui du Conseil général et du comité de surveillance. Il est de plus président des Mines et Salines de Bex de 1840 à 1845. Les idées radicales ayant forgé le gouvernement de 1845 rencontrant de plus en plus d'hostilité, notamment venant de la campagne vaudoise plus conservatrice, il quitte le Conseil d'État en 1861 et prend la direction des douanes à Lausanne entre 1861 et 1873,,.